# Festival du cinéma américain de Deauville 2012
Le Festival du cinéma américain de Deauville 2012, la 38e édition du festival, et s'est déroulé du 31 août au 9 septembre 2012.

## Jurys

### Sélection officielle
|  | Nom                                    | Qualité                             | Nationalité |
|  | -------------------------------------- | ----------------------------------- | ----------- |
|  | Sandrine Bonnaire (présidente du jury) | actrice, réalisatrice et scénariste | France      |
|  | Sami Bouajila                          | acteur                              | France      |
|  | Clotilde Courau                        | actrice                             | France      |
|  | Philippe Decouflé                      | chorégraphe                         | France      |
|  | Anaïs Demoustier                       | actrice                             | France      |
|  | Christophe Honoré                      | réalisateur et scénariste           | France      |
|  | Florent Emilio Siri                    | réalisateur et scénariste           | France      |
|  | Alice Taglioni                         | actrice                             | France      |

### Révélation Cartier
|  | Nom                                    | Qualité                                    | Nationalité    |
|  | -------------------------------------- | ------------------------------------------ | -------------- |
|  | Frédéric Beigbeder (président du jury) | écrivain et critique acteur et réalisateur | France         |
|  | Àstrid Bergès-Frisbey                  | actrice                                    | France Espagne |
|  | Mélanie Bernier                        | actrice                                    | France         |
|  | Ana Girardot                           | actrice                                    | France         |
|  | Félix Moati                            | acteur                                     | France         |

## Sélection

### En compétition
- Booster de Matt Ruskin
- California Solo de Marshall Lewy
- Complicance de Craig Zobel
- Electrick Children de Rebecca Thomas
- For Ellen  de So Yong  Kim
- Francine de Brian M. Cassidy et Melanie Shatzky
- Gimme the Loot de Adam Leon
- California Solo de Marshall Lewy
- God Bless America de Bobcat Goldthwait
- Les Bêtes du sud sauvage (Beasts of the Southern Wild) de Benh Zeitlin
- Robot and Frank de Jake Schreier
- Smashed de James Ponsoldt
- The We and the I de Michel Gondry
- Una Noche de Lucy Mulloy
- Wrong de Quentin Dupieux
- Ma meilleure amie, sa sœur et moi de Lynn Shelton

### Premières
- Bachelorette de Leslye Headland
- Cold Blood de Stefan Ruzowitzky
- Clochette et le Secret des fées (Secret of Wings) de Peggy Holmes
- Des hommes sans loi (Lawless) de John Hillcoat
- Elle s'appelle Ruby (Ruby Sparks) de Jonathan Dayton et Valerie Faris
- Jason Bourne : L'Héritage (The Bourne Legacy) de Tony Gilroy
- Killer Joe de William Friedkin
- Savages de Oliver  Stone
- Take This Waltz de Sarah Polley
- Taken 2 de Olivier Megaton
- Ted  de Seth MacFarlane
- The Secret de Pascal Laugier

### Les docs de l'Oncle Sam
- Diana Vreeland: The Eye has to Travel de Lisa  Immordino Vreeland et Bent Jorgen Perlmutt et Frédéric Tcheng
- Ethel de Rory  Kennedy
- Gazzara de Joseph  Rezwin
- Into the Abyss de Werner  Herzog
- Method to the Madness of Jerry Lewis de Gregg  Barson
- Room 237 de Rodney  Ascher
- Sugar Man (Searching for Sugar Man) de Malik  Bendjelloul
- The Imposter de Bart  Layton
- The Queen of Versailles de Lauren  Greenfield
- Tomi Ungerer, esprit frappeur de Brad  Bernstein
- West of Memphis  de Amy  Berg

### Les hommages
- William Friedkin
- Salma Hayek
- Harvey Keitel
- Liam Neeson
- Melvin Van Peebles
- Paula Wagner
- John Williams

### Carte blanche
- Agnès b. présente La Monstrueuse Parade (Freaks), Les Fiancés en folie, Lost Highway, Reflets dans un œil d'or (Reflections in a Golden Eye), Reservoir Dogs, The Big Shave, Trash Humpers

### Le nouvel Hollywood
- Paul Dano

### Les nuits américaines
- Bad Lieutenant d'Abel Ferrara
- Bandidas de Joachim Rønning et Espen Sandberg
- Bug de William Friedkin
- Cœurs perdus (Lonely Hearts) de Todd Robinson
- Cinq cents balles de Melvin Van Peebles
- La Chasse (Cruising) de William Friedkin
- Desperado de Robert Rodriguez
- La Monstrueuse Parade (Freaks) de Tod Browning
- French Connection (The French Connection) de William Friedkin
- La Fête à Harlem de Melvin Van Peebles
- La Guerre des mondes (War of the Worlds) de Steven Spielberg et Damian Collier
- La Liste de Schindler (Schindler List) de Steven Spielberg
- Le Dernier Samouraï (The Last Samurai) de Edward Zwick
- Lost Highway de David Lynch
- Love Actually de Richard Curtis
- L'Exorciste (The Exorcist) de William Friedkin
- Mean Streets de Martin Scorsese
- Michael Collins de Neil Jordan
- Mission impossible (Mission: Impossible) de Brian De Palma
- Police fédérale Los Angeles (To Live and Die in L.A.) de William  Friedkin et Irving H. Levin
- Reflets dans un œil d'or (Reflections in a Golden Eye) de John Huston
- Reservoir Dogs de Quentin Tarantino
- Sweet Sweetback's Baadasssss Song de Melvin Van Peebles
- Vanilla Sky de Cameron Crowe

### Deauville, saison 3
- Girls
- Homeland
- The Newsroom
- Shameless

### Séance culte
- Mondwest de Michael  Crichton

## Palmarès
- Grand prix :  Les Bêtes du sud sauvage de Benh Zeitlin
- Prix du jury : Una Noche de Lucy Mulloy
- Prix de la critique internationale : The We and the I de Michel Gondry
- Prix de la Révélation Cartier : Les Bêtes du sud sauvage de Benh Zeitlin
- Prix Michel-d'Ornano : Rengaine de Rachid Djaïdani